# Dragutin Herenda
Dragutin Herenda (Zagreb, 4. listopada 1948. – Zadar, 28. rujna 2010.), hrvatski novinar i pjesnik iz Zadra. Suprug Mirjane Herende, hrvatske pjesnikinje.

## Životopis
Rođen u Zagrebu 1948. godine. Od ranog djetinjstva je u Zadru gdje je proveo cijeli život. U Zadru je završio osnovnu školu i gimnaziju. Od srednjoškolskoj dobi objavljuje pjesme u listovima i časopisima. Nije prošao nezapažen.
Pjesme je objavio u Malim novinama, Modroj lasti, Narodnom listu, Oku, Radosti, Republici, Smibu, Vidiku, Telegramu, Zadarskoj reviji, Zoraniću, Zadarskom listu i drugdje. Objavio je zbirke pjesama Prepravljeni život, Osrebreni oblak, Osrebreni oblutak i druge.
Radio u medijima. U Narodnom listu istakao se zapaženim reportažama, kolumnama i prilozima iz kulture. Surađivao u zadarskom dopisništvu HRT-a. Herendini su uradci bili vrlo zapaženi, ali u dopisništvu je prestao surađivati ne svojom voljom.
Godine 1994. pokrenuo je sa skupinom kolega Zadarski list, čiji je suradnik bio do pred kraj života. Poznat po omiljenim kolumnama Zadar je lijep koliko je čist i Šetnje i gunđanja.